# Gazzetta d'Alba
Gazzetta d'Alba è un settimanale italiano di ispirazione cattolica, fondato ad Alba nel 1882 con una tiratura attuale di circa 15 000 copie settimanali.

## Storia

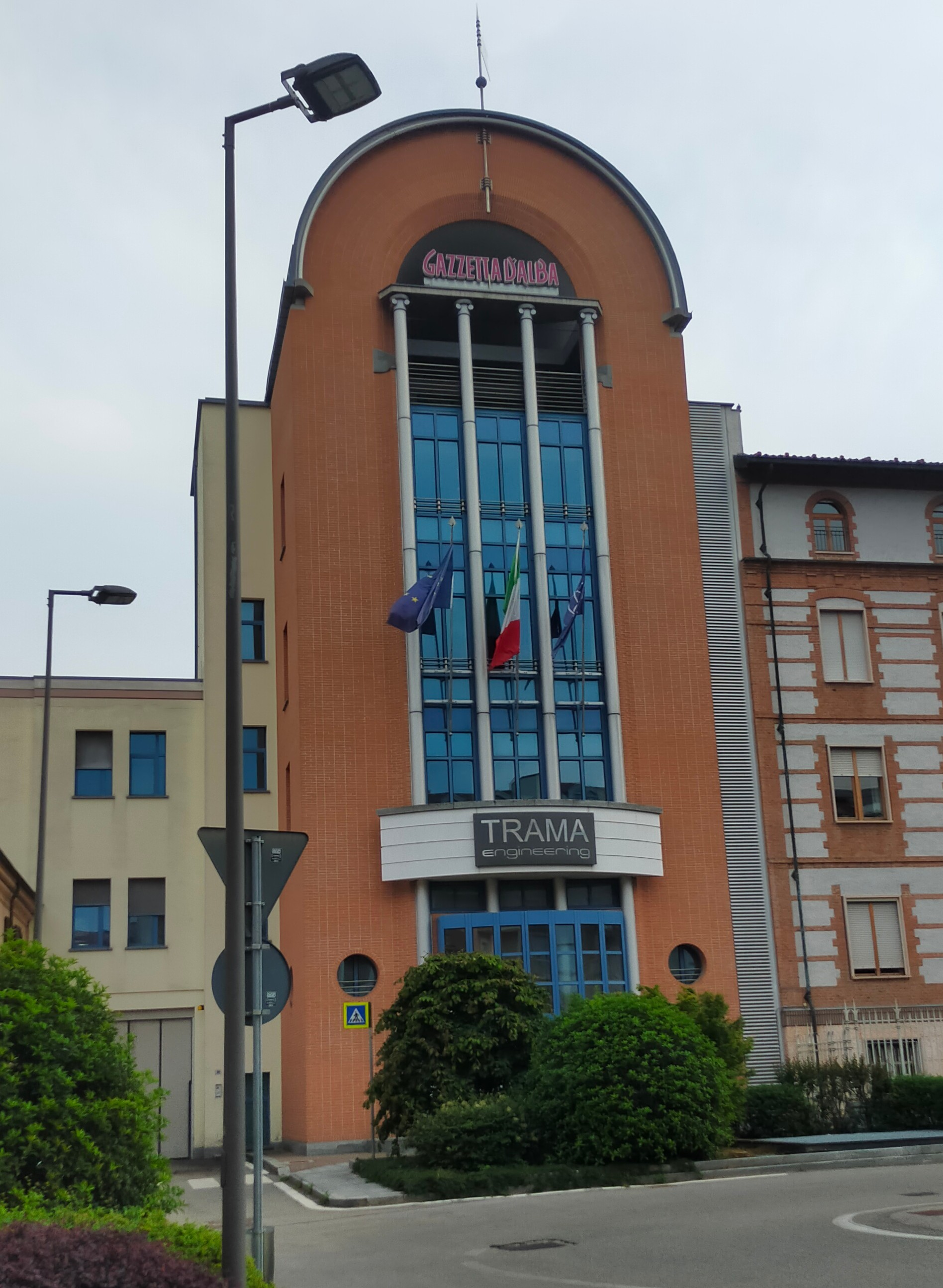
La sede della Gazzetta d'Alba

Il periodico fu fondato il 3 giugno 1882 da un'idea di monsignor Lorenzo Carlo Pampirio. Dal 1885 al 1900 fu particolarmente diffuso, tanto che la pubblicazione diventò bisettimanale. Diversa è la situazione nel 1910 che porterà ad una scissione interna e alla creazione del giornale Alba nuova che si risolse poco dopo. Nel 1913 la direzione del giornale venne affidata a don Giacomo Alberione, su incarico del vescovo di Alba Giuseppe Francesco Re, grazie a cui verrà successivamente diffusa sotto il gruppo Edizioni San Paolo. Il 18 febbraio 1914 la proprietà del giornale passa dalla Associazione buona stampa a don Alberione che prende anche i debiti precedentemente cresciuti. Nel 1919 venne deciso di portare il periodico nelle case di ogni famiglia, nonostante l'analfabetismo diffuso e i vari problemi del primo dopoguerra, aumentando la tiratura a 10 000 copie, un numero elevato per l'epoca.
Per un periodo non venne pubblicato assiduamente, in quanto alcuni numeri non vennero messi in commercio, ma dal 9 febbraio 1944 venne decisa la divulgazione quindicinale, secondo le deliberazioni del ministero della Cultura. Alcuni degli articoli storici sono custoditi presso la Biblioteca Civica di Alba.
Nel 2002 la Società San Paolo promosse il concerto Musica Caeli in occasione dei centoventi anni dalla nascita del settimanale, oltreché per ricordare la nascita di Famiglia Cristiana, La Domenica e Vita Pastorale. L'anno successivo, quando don Antonio Rizzolo diventò direttore della Gazzetta, il giornale non è scritto in bianco e nero, ma a colori con contenuti digitali e rinnovando la grafica.

## Struttura
Al giornale contribuiscono circa sei giornalisti e ottanta collaboratori che in un'ottica cristiana scrivono circa ottanta pagine settimanali, precedentemente sessanta, raccontando i fatti che avvengono principalmente a livello locale. Con il passare degli anni, è stato aperto anche uno spazio digitale dove leggere le notizie.
Ha un bacino di utenza che copre Alba e Bra, oltre ai paesi di Langa e Roero. Il giornale fa parte della Federazione italiana settimanali cattolici.

## Direttori
Tra i suoi direttori si possono ricordare don Giacomo Alberione dal 1913, successivamente Paolo Cirio, Lamberto Schiatti, don Antonio Rizzolo, dirigente del giornale dal 2003 al 2016, quando gli è succeduto don Giusto Truglia che attualmente ricopre la carica.

## Firme
La seguente è una lista parziale dei giornalisti che hanno fatto o ne fanno attualmente parte delle firme del settimanale:
- Cristian Borello
- Marcello Pasquero

## Riconoscimenti
Nel 2015 il giornale ha vinto un premio al Meeting nazionale dei giornalisti cattolici e non nella sezione 50&più per il pezzo "Racconto della storia di Marilena e Sergio volontari presso la casa di riposo di Guarene (Cn)" del giornalista Marcello Pasquero, così come nel 2016, ma quest'anno per "La fede al tempo del Bataclan" nella sezione giornalismo. L'anno successivo ha invece ricevuto il premio come miglior portale.